# 马氏小褐鳕
马氏小褐鳕（学名：Physiculus maximowiczi），又名蝦夷鬚稚鱈，为深海鳕科小褐鳕属的鱼类。分布于日本北海道南部函馆到东京、鹿儿岛及长崎等海区以及台湾西南东港等海区等，属于较深海区近底层肉食性鱼类。该物种的模式产地在函馆。